# Jean Hélion

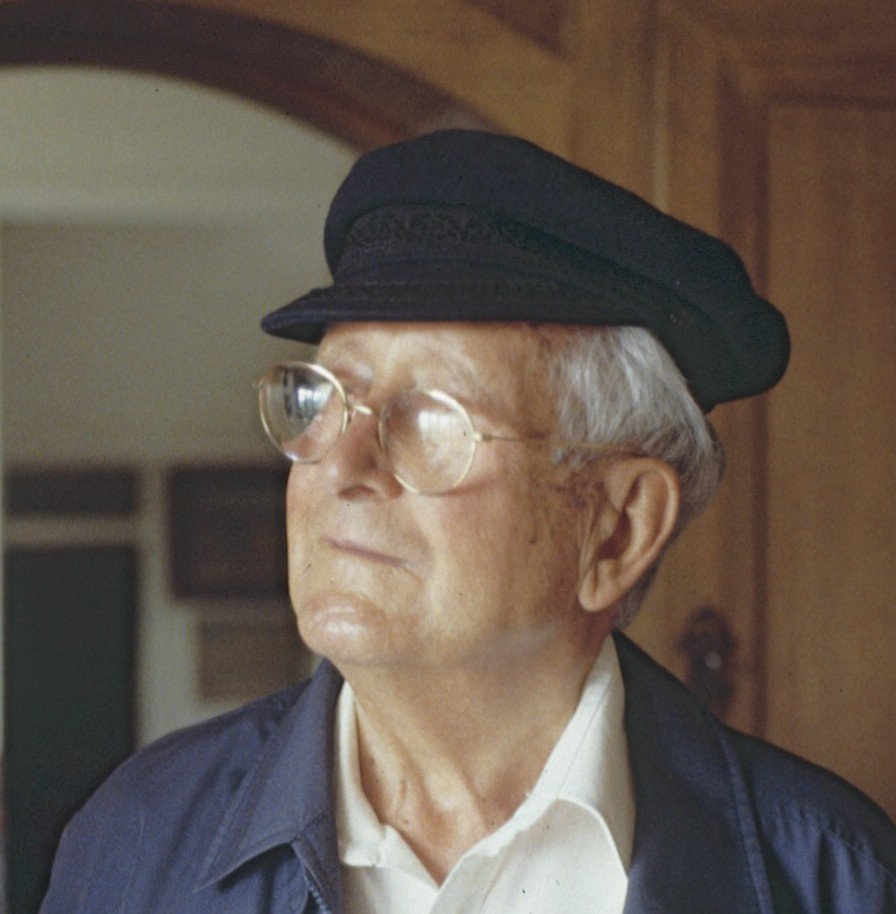

Jean Hélion (Couterne, 21 aprile 1904 – Parigi, 27 ottobre 1987) è stato un pittore francese, le cui opere astratte lo hanno affermato come leader dell'arte modernista.

## Biografia
Nacque a Couterne, dipartimento di Orne, figlio di un autista di taxi e di una sarta. Dopo aver passato i primi otto anni della sua vita con la nonna, si ricongiunse ai genitori ad Amiens, dove frequentò la scuola. Sebbene avesse sperimentato la pittura su cartoncino a scuola, a quel tempo la sua più grande passione era la poesia. Interessato anche alla chimica, nel 1918 iniziò a lavorare in una farmacia come assistente, e approntò un laboratorio nella sua camera da letto. In seguito scrisse: «Ho sognato ed ero attratto da forme e colori che uscivano dalla realtà delle cose e che erano la loro essenza. La mia passione per la chimica inorganica è nata da queste forme, questi cristalli, questi colori, questa analisi di una verità rivelata.» Nel 1920 iniziò a studiare chimica all'Institut Industriel du Nord di Lilla, ma partì per Parigi nel 1921, senza completare il corso.
A Parigi scrisse poesie e lavorò come apprendista architetto. Visse quella che definì "la grande svolta" della sua vita mentre lavorava ad un progetto di ricerca al Louvre e scoprì i lavori di Nicolas Poussin e Philippe de Champaigne, e decise di diventare pittore. I suoi primi dipinti risalgono al 1922-23, e nel 1925 abbandona gli studi di architettura e inizia a frequentare lezioni di disegno all'Académie Adler.
I primi lavori di Hélion sono simili allo stile di Soutine. Nel 1925 incontrò Otto Freundlich e in seguito lo descriverà come il primo pittore astratto mai incontrato, scrivendo: "A quel tempo non avevo idea che esistesse qualcosa come l'arte astratta". L'anno successivo venne introdotto al cubismo dal pittore uruguaiano Joaquín Torres-García, e nel 1928 espose per la prima volta, mettendo in mostra due dipinti al Salon des Indépendants. Il suo lavoro di questo periodo, per lo più nature morte, si avvicina allo stile di Torres-García, sono dipinti con colori semplici e contorni audaci.con il colore semplificato e contorni molto marcati. Nel 1930 si unì al gruppo Art Concret e iniziò a utilizzare forme astratte e rettilinee, derivate dai neoplasticisti Piet Mondrian e Theo van Doesburg. Negli anni successivi la sua arte introdusse anche linee curve e forme volumetriche. Divenne famoso e riconosciuto come pittore astratto di prima grandezza e come teorico e critico eloquente, e i suoi scritti vennero pubblicati in Cahiers d'Art e in altre riviste nel corso degli anni trenta.
Hélion si trasferì negli Stati Uniti nel luglio del 1936, soggiornando a New York e poi in Virginia. Mentre continuava a dipingere opere astratte, si accorgeva sempre più che i suoi quadri tendevano alla rappresentazione, così iniziò a disegnare dal vero. Il suo lavoro subì un cambiamento radicale (che confuse i suoi ammiratori) quando abbandonò definitivamente l'astrattismo nel 1939. La sua prima grande tela figurativa è Au cycliste.
Nel 1939, in una lettera scritta a Pierre-Georges Bruguière, Hélion rivela i suoi piani a lungo termine:
In seguito all'inizio della seconda guerra mondiale, Hélion tornò in Francia ed entrò nell'esercito. Catturato il 19 giugno 1940, venne tenuto su una nave prigione a Stettino fino al 13 febbraio 1942, quando riuscì a fuggire. Quattro giorni dopo, arrivò a Parigi. A ottobre era di nuovo in America, dove tenne dei discorsi alla radio e nelle aule scolastiche a sostegno di France libre. Il suo libro They Shall Not Have Me divenne un best seller negli Stati Uniti.
Hélion riprese il lavoro nel 1943, con una serie di immagini di uomini col cappello. Dipinse molte variazioni sui suoi temi prediletti, tra cui donne alla finestra e uomini che leggono il giornale.
Nel 1951 avvenne un altro dei bruschi cambiamenti che segnano la sua carriera, in quanto si diede allo stile naturalistico. Durante gli anni successivi si concentrò soprattutto su figure e nature morte, raffigurati in un ambiente di studio. Il suo amico Balthus, il quale sperava che Hélion avesse "dimenticato Léger", espresse approvazione per nuove opere, dicendo: «Per la prima volta in uno dei tuoi quadri, si può sentire la felicità e la meraviglia.»
Negli anni sessanta il suo stile tornò a qualcosa di più vicino a quello degli anni quaranta, ma con una nuova ampiezza, e smise di usare gli oli per acrilico. Nel corso dei due decenni seguenti avrebbe dipinto alcuni grandi trittici. Si occupò spesso di temi idiosincratici: artisti e modelli, ombrelli, cadute accidentali, scene di strada e di riparazioni stradali.
Durante gli ultimi anni della sua vita perse la vista e completò il suo ultimo dipinto nel 1983, quattro anni prima della morte. Morì a Parigi il 27 ottobre 1987.

### Vita privata
Hélion si è sposato quattro volte. La sua terza moglie era la figlia di Peggy Guggenheim.

## Eredità
I suoi dipinti astratti degli anni trenta sono sempre stati ben considerati, tuttavia il suo improvviso cambio di stile l'ha portato fuori dalla corrente principale del modernismo, e le sue opere successive in alcuni ambienti venivano considerate come un'apostasia. Negli anni recenti, tuttavia, c'è stata una rivalutazione. Tra gli artisti che hanno riconosciuto l'influenza di Hélion ci sono Roy Lichtenstein, Nell Blaine e Leland Campana.
Le opere di Hélion si trovano in molti musei francesi e al MoMA di New York, all'Art Institute of Chicago, all'Albright-Knox Art Gallery di Buffalo, al North Carolina Museum of Art, al Kunsthalle di Amburgo, e alla Tate Gallery di Londra.
La maggior parte dei taccuini dell'artista sono conservati alla Bibliothèque Nationale di Parigi.